# Oberonia rosea
Oberonia rosea är en orkidéart som beskrevs av Joseph Dalton Hooker. Oberonia rosea ingår i släktet Oberonia och familjen orkidéer. Inga underarter finns listade i Catalogue of Life.